# Baluru, Shikarpur
Baluru là một làng thuộc tehsil Shikarpur, huyện Shimoga, bang Karnataka, Ấn Độ.